# Direttiva Annibale

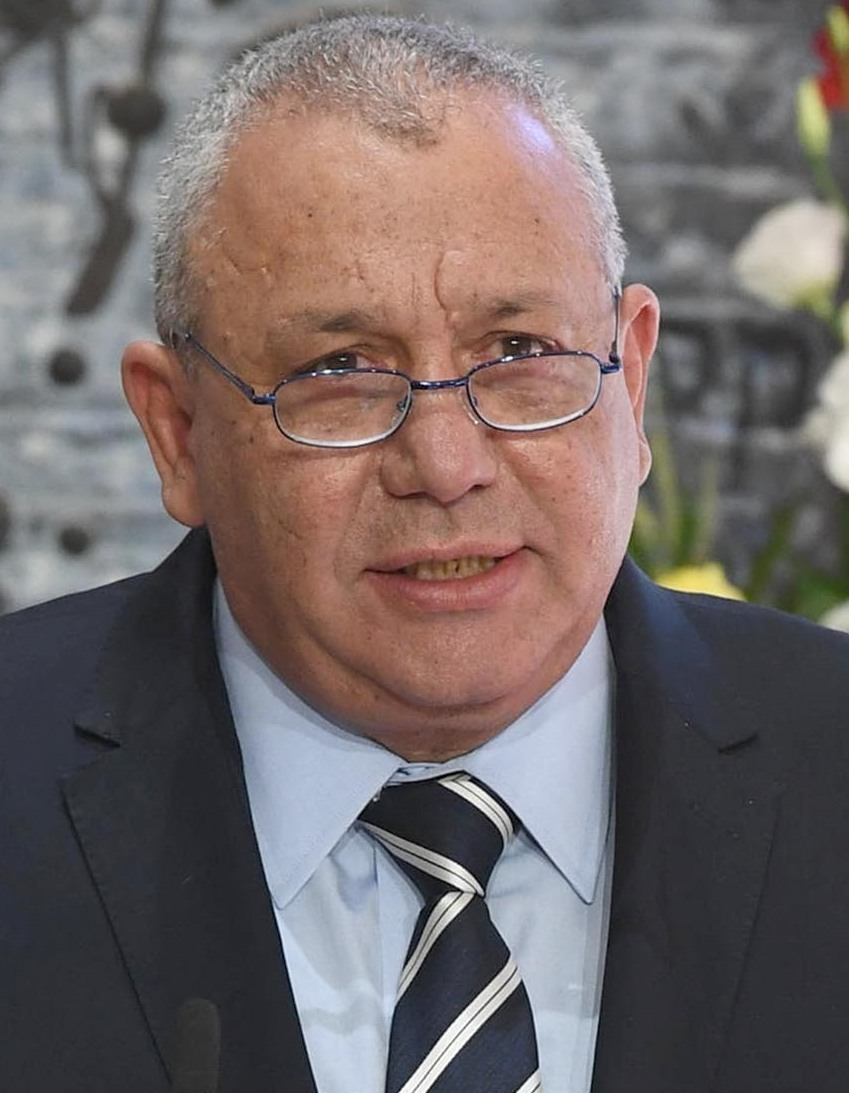
Nel 2016, la Direttiva Annibale è stata revocata dall'allora capo di stato maggiore dell'IDF Gadi Eizenkot

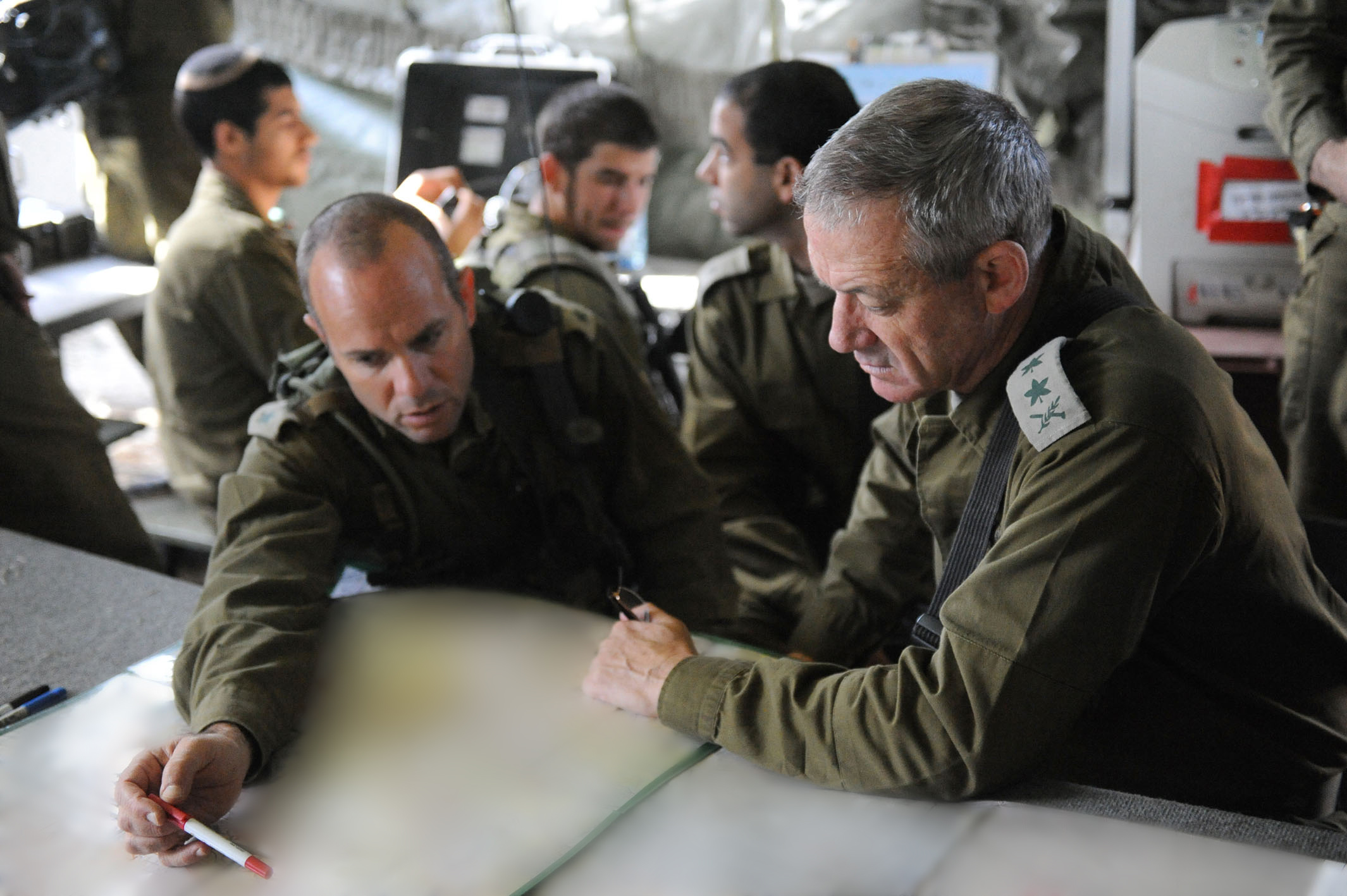
L'allora capo di stato maggiore dell'IDF Benny Gantz (a destra) in un'esercitazione in cui le forze hanno praticato uno scenario di rapimento di un soldato. Rivolgendosi al forum operativo dell'IDF, Gantz ha affermato che i protocolli dell'IDF non consentono che un soldato venga ucciso per impedirne il rapimento.

La Direttiva Annibale (in ebraico נוהל חניבעל‎? conosciuta anche come Procedura Annibale o Protocollo Annibale) è il nome di una controversa procedura utilizzata dalle forze di difesa israeliane (IDF) per impedire la cattura di soldati israeliani da parte di forze nemiche.
Secondo una versione del testo si afferma che "il rapimento deve essere fermato con ogni mezzo, anche a costo di colpire e danneggiare le nostre stesse forze". La direttiva venne introdotta nel 1986, dopo una serie di rapimenti di soldati dell'IDF in Libano e successivi controversi scambi di prigionieri. Il testo completo della direttiva non è mai stato pubblicato e fino al 2003 la censura militare israeliana aveva vietato qualsiasi discussione sull’argomento da parte della stampa. La direttiva è stata modificata più volte, fino a quando non è stata formalmente revocata nel 2016 dal capo di stato maggiore dell'IDF Gadi Eizenkot. La sostituzione della direttiva tuttavia non è stata mai pubblicata.
Si suppone possano essere esistite due versioni della Direttiva Annibale: una scritta accessibile solo ai vertici dell'IDF, e una versione "orale" per i comandanti di divisione e i livelli inferiori. In quest'ultima versione, "indubbiamente" veniva spesso interpretato alla lettera il fatto che "un soldato dell'IDF è 'meglio morto che rapito'". Nel 2011, il capo di stato maggiore dell'IDF Benny Gantz aveva dichiarato che la direttiva non consentiva di uccidere soldati dell'IDF per prevenire il rapimento.
Nel caso del rapimento del soldato Gilad Shalit, l'invocazione della Direttiva Annibale era avvenuta troppo tardi per avere qualche influenza sul corso degli eventi.
I giornali israeliani avevano riferito che l'IDF aveva ricevuto ordini che richiamavano la formulazione della Direttiva Annibale durante l'attacco guidato da Hamas contro Israele nel 2023. Sembra che all'IDF sia stato ordinato di impedire "a tutti i costi" il rapimento di civili o soldati israeliani, il che potrebbe aver portato alla morte di un gran numero di ostaggi israeliani. Il ricorso alla Direttiva Annibale è oggetto di uno specifico capitolo del rapporto delle Nazioni Unite che ricostruisce dettagliatamente i fatti del 7-8 ottobre 2023 

## Panoramica
Israele, con diverse eccezioni degne di nota, ha aderito al principio di non negoziare con coloro che considera terroristi, soprattutto in situazioni di presa di ostaggi. Questa politica ha portato ad alcuni successi, come l'operazione Entebbe, ma anche alla perdita di vite umane, ad esempio nel corso del massacro di Maalot. Nei casi in cui i soldati israeliani venivano catturati e non veniva trovata alcuna soluzione militare, Israele era costretto a negoziare con i sequestratori uno scambio di prigionieri. C’è da dire che gran parte dell’opinione pubblica israeliana non accetterebbe di abbandonare i soldati catturati al loro destino.
Nel 1970, un membro del Movimento di Liberazione Nazionale Palestinese (Fatah) entrò in Israele dal Libano rapendo una guardia di sicurezza nella città israeliana più settentrionale del paese, ossia Metula. Lo fece per garantire lo scambio della guardia con un membro anziano di Fatah, incarcerato in Israele. Nel 1979, Israele accettò di scambiare un prigioniero di guerra israeliano detenuto dai palestinesi con 76 militanti palestinesi condannati nelle carceri israeliane.
Dopo la guerra del Libano del 1982, le forze palestinesi imprigionarono nove soldati dell'IDF come prigionieri di guerra. Sei erano detenuti da Fatah (la fazione principale dell'OLP) e tre dal partito FPLP-GC filo-siriano. Nel 1983, Israele accettò di liberare 4.700 prigionieri palestinesi e libanesi, tra cui diversi ufficiali di alto rango dell'OLP, per sei soldati dell'IDF tenuti prigionieri da Fatah. L'anno successivo Israele accettò di liberare altri 1.150 prigionieri palestinesi dalle carceri israeliane. A molti è stato permesso anche di rimanere nel territorio controllato da Israele.

## La Direttiva Annibale
Secondo il giornalista di Haaretz Leibovich-Dar, la motivazione della direttiva è stata la cattura di due soldati israeliani durante un’imboscata di Hezbollah nel sud del Libano nel giugno 1986. Entrambi i soldati morirono, presumibilmente durante l'attacco, e i loro corpi furono restituiti a Israele in uno scambio con Hezbollah nel 1996. Gli sviluppatori della direttiva erano tre alti ufficiali del Comando Nord dell'IDF: il maggiore generale Yossi Peled, l'ufficiale delle operazioni del comando; il colonnello Gabi Ashkenazi; e l'ufficiale dell'intelligence, il colonnello Yaakov Aidror. L'ordine era segreto e la sua esistenza è stata lungamente negata dalle autorità militari israeliane.
Il 1º agosto 2014, il New York Times ha riferito che Hamas aveva catturato un ufficiale dell'IDF e che l'IDF stesso aveva risposto con un assalto in cui uccise circa 140 civili palestinesi. Tuttavia la "Direttiva Annibale" non venne menzionata nell'articolo. Il documento non era stato sottoposto a questo livello di controllo da più di sei anni. Il New York Times è stato quindi contattato dalla censura militare israeliana e informato sul fatto che qualsiasi materiale relativo all'ufficiale scomparso doveva essere sottoposto a revisione prima della pubblicazione.
Non si conosce il testo esatto della direttiva, anche se Leibovich-Dar afferma che è stato aggiornato più volte nel corso degli anni.  Anshel Pfeffer, scrivendo sul The Jerusalem Post, ha descritto l'ordine del 2006 come la "presunta" procedura standard nell'eventualità di un tentativo di rapimento: "ai soldati viene detto, mai in via ufficiale" il contenuto di questo ordine.
Maariv ha citato una versione della direttiva apparentemente applicabile nel 2014:
A. Durante un rapimento, il compito principale diventa salvare i nostri soldati dai rapitori, anche a costo di far del male o ferire i nostri soldati.

 B. Se i rapitori e i rapiti vengono identificati e le chiamate non vengono ascoltate, è necessario sparare con un'arma da fuoco per abbattere i rapitori o arrestarli.

 D. (sic) Se il veicolo o i dirottatori non si fermano, si dovrebbe sparare individualmente, intenzionalmente, per colpire i dirottatori, anche se ciò comporta il fatto di danneggiare i nostri soldati. [Questa sezione era accompagnata da un commento con asterisco che sottolineava: "In ogni caso si dovrà fare di tutto per fermare il veicolo e non lasciarlo scappare"].
A quanto pare, a quel tempo la Direttiva Annibale esisteva in diverse versioni. Era stata modificata dallo Stato Maggiore dell'IDF nell'ottobre 2013, ma né gli ordini corrispondenti presso il Comando meridionale dell'IDF, né quelli presso la Divisione di Gaza erano stati aggiornati in modo simile entro luglio 2014. Le tre diverse versioni della direttiva, contemporaneamente attuali, potrebbero quindi essere state interpretate in modi diversi, soprattutto sulla delicata questione del valore della vita del soldato.
I funzionari israeliani insistevano sul fatto che il nome della direttiva era una designazione casuale generata dal computer, tuttavia, si dice che Annibale, il generale cartaginese, avesse preferito il suicidio con il veleno piuttosto che cadere in mano ai suoi nemici romani.
Secondo le dichiarazioni di diversi funzionari israeliani, lo scopo della direttiva è di impedire la cattura di un soldato dell'IDF da parte delle forze nemiche, anche mettendo a rischio la vita del soldato o quella di decine di civili non israeliani. I portavoce israeliani affermano che alle forze dell'IDF è vietato tentare di uccidere un soldato catturato, piuttosto che farlo catturare. Tuttavia molte testimonianze di soldati dell'IDF e di altre fonti contraddicono questa affermazione e suggeriscono che l'IDF in pratica aderisce al principio secondo cui un soldato morto è migliore di un soldato prigioniero.
Secondo la direttiva, una volta avvenuta la dichiarazione da parte di un ufficiale sul campo, le forze israeliane dovrebbero aprire il fuoco sulle forze nemiche che portano via un prigioniero dell'IDF. I veicoli sospettati di rimuovere un tale prigioniero dal campo di battaglia potrebbero quindi essere attaccati, anche con il rischio di ferire, o addirittura uccidere, il rapito stesso. Secondo alcune interpretazioni, ciò include anche il lancio di missili da elicotteri d'attacco o il lancio di proiettili di carri armati contro veicoli sospettati di fuga.
Amos Harel di Haaretz ha scritto nel novembre 2011 che la Direttiva Annibale è stata sospesa per un certo periodo "a causa dell'opposizione del pubblico e dei soldati riservisti", ma è stata rivista e ripristinata dal capo di stato maggiore dell'IDF Benny Gantz dopo il rapimento di Gilad Shalit a giugno 2006. L'ordine rivisto afferma che i comandanti dell'IDF possono intraprendere qualsiasi azione necessaria, anche a rischio di mettere in pericolo la vita di un soldato rapito, onde sventare un rapimento, ma non consente loro di uccidere un soldato israeliano rapito. La versione post-2006 conferiva ai comandanti locali sul campo il diritto di invocare la direttiva e agire, senza attendere la conferma degli ufficiali superiori.
L'ex capo dell'intelligence militare israeliana (1974-1978) Shlomo Gazit ha criticato il fatto che un ufficiale di basso livello ("un caporale") potesse invocare la Direttiva Annibale, con conseguenze potenzialmente di vasta portata. L’invocazione della Direttiva Annibale nel raid transfrontaliero di Hezbollah del 2006 ha avuto in effetti conseguenze di vasta portata. Un carro armato dell'IDF inviato all'inseguimento dei rapitori aveva attaccato uccidendo il suo equipaggio. I tentativi di recuperare i corpi dell'equipaggio del carro armato avevano portato a ulteriori perdite dell'IDF. Quando il governo israeliano si è riunito per decidere come rispondere all'attacco, Israele – secondo Gazit – “era già in guerra”.
La Direttiva Annibale è stata ufficialmente revocata dalle forze armate nel 2016. È stata sostituita da tre direttive separate nel gennaio 2017. Si chiamavano “True Test”, “Tourniquet” e “ Guardian of life” e si occupavano dei rapimenti in Cisgiordania e fuori da Israele in tempo di pace e di una direttiva generale in tempo di guerra. Si sa molto poco sul contenuto di queste direttive o sulle eventuali differenze tra loro. Una differenza generale tra la nuova e la precedente direttiva Annibale è che ora si afferma chiaramente che, in caso di tentato rapimento, i soldati dovrebbero sparare contro i rapitori «evitando nel contempo di colpire il prigioniero».

## Polemica all'interno dell'esercito
Il dottor Avner Shiftan, un medico militare con il grado di maggiore, si imbatté nella direttiva Annibale mentre era in servizio di riserva nel sud del Libano nel 1999. Durante le riunioni dell'esercito "è venuto a conoscenza di una procedura che ordinava ai soldati di uccidere qualsiasi soldato dell'IDF se fosse stato preso prigioniero da Hezbollah. Questa procedura mi è sembrata illegale e non coerente con il codice morale dell'IDF. Ho capito che non era una procedura locale, ma originata dallo Stato Maggiore, e avevo la sensazione che un approccio diretto alle autorità dell'esercito non sarebbe servito a nulla, ma si sarebbe concluso con un insabbiamento."
Lo stesso contattò Asa Kasher, il filosofo israeliano noto per essere l'autore del codice di condotta delle forze di difesa israeliane (IDF), il quale affermò: "ho trovato difficile credere che un simile ordine esista" poiché questo "è sbagliato eticamente, legalmente e moralmente". Dubitava che "ci fosse qualcuno nell'esercito" che credesse che "è meglio un soldato morto che un soldato rapito". L'articolo di Haaretz sull'esperienza del dottor Shiftan è stato il primo ad essere pubblicato su un giornale israeliano.
In contrasto con l'opinione di Kasher, il capo di stato maggiore dell'IDF Shaul Mofaz ha dichiarato in un'intervista al quotidiano israeliano Yedioth Ahronoth nel 1999: "In un certo senso, con tutto il dolore che ciò comporta, un soldato rapito, a differenza di un soldato che è stato ucciso, è un problema nazionale." Alla domanda se si riferisse a casi come Ron Arad (un navigatore dell'aeronautica catturato nel 1986) e Nachshon Wachsman (un soldato rapito e ucciso nel 1994 in un tentativo di salvataggio fallito), rispose: "sicuramente, e non solo".
Secondo il professore Emanuel Gross, della facoltà di giurisprudenza dell'Università di Haifa ha affermato: "Ordini del genere devono passare attraverso il filtro dell'Ufficio dell'avvocatura generale militare, e se non sono coinvolti è molto grave". E inoltre: "Il motivo è che un ordine che permette consapevolmente la morte di soldati, anche se le intenzioni fossero state diverse, porta una bandiera nera ed è un ordine palesemente illegale che mina i valori più centrali delle nostre norme sociali".
Harel scrive che all'interno dell'IDF si è sviluppata una sorta di "Legge orale", sostenuta da molti comandanti, anche a livello di brigata e divisione. Questa legge va oltre l’ordine ufficiale, compreso l’uso di carri armati o attacchi aerei. "È stata creata un'interpretazione pericolosa e non ufficiale del protocollo", ha detto ad Haaretz un alto funzionario. "Prendere di mira intenzionalmente un veicolo per uccidere il rapito è un ordine del tutto illegale. Gli alti comandi dell'esercito devono chiarirlo agli ufficiali."

In previsione della guerra di Gaza nel 2009, il tenente colonnello Shuki Ribak, comandante del 51º battaglione della Brigata Golani, ordinò ai suoi soldati di evitare rapimenti ad ogni costo e chiarì anche che si aspettava che i suoi soldati si suicidassero piuttosto che essere rapiti:
Nessun soldato del Battaglione 51, verrà rapito. Ad ogni costo. In qualsiasi condizione. Anche se questo significa che si fa esplodere con la sua stessa granata insieme a chi cerca di catturarlo. Anche se questo significa che la sua unità deve sparare una raffica contro l'auto con cui stanno cercando di portarlo via.
Dopo che una fonte anonima ha distribuito una registrazione delle istruzioni di Ribak, l'IDF ha ribadito di non avere una politica di uccisione intenzionale dei soldati catturati.

## Incidenti in cui è stata invocata la direttiva

### Fattorie di Shebaa (2000)
La Direttiva Annibale è stata invocata nell'ottobre 2000 dopo la cattura di tre soldati israeliani da parte di Hezbollah nell'area occupata da Israele di Shebaa Farms (Har Dov). Una pattuglia di frontiera israeliana è stata attaccata da una squadra di Hezbollah con razzi e fuoco automatico. St.-Sgt. Adi Avitan, St.-Sgt. Benyamin Avraham e St.-Sgt. Omar Sawaid furono catturati e portati oltre la linea del cessate il fuoco in territorio libanese dai loro rapitori. Quando il rapimento venne scoperto, il Comando Nord ordinò una "situazione Annibale". Gli elicotteri d'attacco israeliani spararono contro 26 veicoli in movimento nella zona poiché presumevano che i soldati rapiti fossero trasportati in uno di essi. A Yossi Rephaeloff, il comandante che aveva invocato la procedura Annibale, è stato chiesto se non gli fosse venuto in mente che sparando contro le auto avrebbe potuto uccidere anche i soldati rapiti. Lui rispose che quando aveva visto la jeep si era accorto che non erano più vivi.

### Attraversamento di Kerem Shalom (2006)
Il cannoniere del carro armato Cpl. Gilad Shalit venne catturato da Hamas in un raid transfrontaliero da Gaza il 25 giugno 2006. Due soldati dell'IDF furono uccisi nell'attacco e altri due rimasero feriti. Shalit venne detenuto per cinque anni, prima di essere scambiato con 1.027 prigionieri palestinesi detenuti nelle carceri israeliane, il numero più alto rilasciato per un singolo prigioniero israeliano. Secondo la commissione d'inchiesta israeliana, presieduta da Giora Eiland, la direttiva Annibale venne dichiarata più di un'ora dopo la cattura. A quel punto, Shalit e i suoi rapitori erano già all’interno della Striscia di Gaza. La dichiarazione di Annibale ebbe quindi poche conseguenze pratiche.

### Ayta ash-Shaab (2006)
Il 12 luglio 2006, due soldati israeliani, Ehud Goldwasser e Eldad Regev, vennero catturati da Hezbollah in un'imboscata, nella quale rimasero uccisi altri tre soldati. Fu invocata la direttiva Annibale e una forza composta da carri armati e veicoli corazzati fu inviata oltre il confine per catturare una postazione di Hezbollah e bloccare le vie di uscita dalla città di Ayta ash-Sha'b. Un carro armato principale Merkava II, tuttavia, investì una potente carica esplosiva e fu completamente distrutto e i suoi quattro membri dell'equipaggio uccisi. La missione di salvataggio venne quindi interrotta. Un ottavo soldato dell'IDF venne ucciso mentre cercava di recuperare i corpi dell'equipaggio del carro armato. La direttiva Annibale aveva innescato una sorveglianza aerea istantanea e attacchi aerei all'interno del Libano per limitare la capacità di Hezbollah di spostare i soldati che aveva sequestrato. "Se li avessimo trovati, li avremmo colpiti, anche se ciò avesse significato uccidere i soldati", disse un alto funzionario israeliano. I corpi dei due soldati furono restituiti in uno scambio con Hezbollah nel luglio 2008.
Durante la guerra di Gaza del 2008-2009, un soldato israeliano non identificato venne colpito e ferito da un combattente di Hamas durante una perquisizione in una casa in uno dei quartieri di Gaza. Fu dichiarata la Direttiva Annibale. I compagni dei soldati feriti evacuarono la casa perché temevano che ci fosse una trappola esplosiva. Secondo le testimonianze dei soldati che presero parte all'incidente, la casa venne poi bombardata per evitare che il soldato ferito venisse catturato vivo da Hamas. Secondo il portavoce dell'IDF, tuttavia, il soldato era già morto, ucciso dal fuoco dei terroristi.

### Attraversamento di Erez (2009)
Nel 2009, il civile israeliano Yakir Ben-Melech venne ucciso a colpi di arma da fuoco dalle guardie di sicurezza israeliane mentre cercava di entrare nella Striscia di Gaza da Israele, saltando la recinzione al valico di Erez. Era un malato di mente del Centro di salute mentale Yehuda Abarbanel che, secondo i familiari, voleva contattare Hamas per ottenere il rilascio del prigioniero israeliano Gilad Shalit. Secondo Shlomo Saban, direttore del valico di Erez, vennero sparati diversi colpi di avvertimento, dopo di che l'uomo venne colpito ad una gamba, una ferita che causò un'ampia perdita di sangue e che alla fine lo portò alla morte.
Secondo quanto riferito, la Direttiva Annibale venne dichiarata quando Ben-Melech cercò di saltare la recinzione e venne colpito non da soldati dell'IDF ma da membri di una società di sicurezza privata, responsabile della sicurezza al cancello di Erez. Ex Capo di Stato Maggiore del Comando Sud, Brig.-Gen. Zvika Fogel disse in un'intervista alla radio israeliana: "Non possiamo permetterci adesso nessuna anima gemella di Gilad Shalit".

### Rafah (2014)
Durante la guerra di Gaza del 2014, la terza grande offensiva lanciata da Israele a Gaza dal 2008, il tenente della Brigata Givati dell'IDF Hadar Goldin venne catturato dai militanti di Hamas dopo una breve scaramuccia il 1º agosto, nonostante l'annuncio di un accordo di cessate il fuoco di 72 ore quello stesso giorno. Secondo quanto riferito, Israele aveva quindi avviato la Direttiva Annibale, che alla fine aveva provocato una carneficina soprannominata "Venerdì nero". L'IDF aveva effettuato attacchi aerei e terrestri sulle aree residenziali di Rafah durante il tentativo della Direttiva Annibale di impedire la cattura del tenente Goldin. Un rapporto congiunto del 2015 di Amnesty International e Forensic Architecture aveva rilevato che la violenza indiscriminata di Israele contro ogni vita umana equivale a crimini di guerra. Quel rapporto, insieme all'indagine delle Nazioni Unite, l'inchiesta delle Nazioni Unite su Gaza affermava che i crimini di guerra erano stati commessi sia da Israele che da gruppi armati palestinesi, presumibilmente Hamas. Il massiccio bombardamento israeliano uccise tra 135 e 200 civili palestinesi, tra cui 75 bambini, nelle tre ore successive alla sospetta cattura dell'unico soldato israeliano. Haaretz ha riferito che questo è l'uso "più devastante" della Direttiva Annibale fino ad oggi.
Nel dicembre 2014, Ynet ha ottenuto registrazioni audio dal sistema di comunicazione dell'IDF. Queste prove, oltre al rilascio nel luglio 2015 delle trascrizioni complete dal sistema di comunicazione dell'IDF, rivelano l'avvio della Direttiva Annibale. Tuttavia, un'indagine dell'IDF aveva negato che la "Procedura Annibale" sia stata implementata, nonostante abbia ammesso di aver utilizzato la frase sulle radio da campo dell'IDF. L'indagine dell'IDF aveva concluso che vennero uccise 41 persone, 12 delle quali combattenti di Hamas. Asa Kasher, vincitore del Premio Israele e autore del codice etico dell'IDF, non era d'accordo con il rapporto dell'IDF mentre parlava a una conferenza dell'organizzazione rabbinica sionista Tzohar. Kasher affermò che un soldato era stato ucciso durante l'estate del 2014 dai suoi compagni a causa di un'errata interpretazione della direttiva; Kasher lasciò intendere che il soldato era il tenente Goldin.

Le testimonianze dei soldati dell'IDF coinvolti nell'attacco hanno fornito ulteriori prove contrarie alla versione ufficiale dell'IDF. Un ufficiale di fanteria dell’esercito israeliano aveva descritto gli eventi del 1º agosto alla ONG israeliana Breaking the Silence come segue:
"Nel momento in cui la 'Direttiva Annibale' viene dichiarata alla radio, ci sono delle conseguenze. C'è una procedura di fuoco chiamata 'procedura di fuoco Annibale': si spara ad ogni cosa sospetta che si congiunge con una strada centrale. Non si risparmia alcun mezzo. "
Egli riferì che lo scoppio iniziale del fuoco durò tre ore. Un soldato d'artiglieria aveva detto che la sua batteria "sparava alla massima cadenza di fuoco" nelle aree abitate. Secondo l'inchiesta della Brigata Givati, più di 2.000 bombe, missili e proiettili vennero lanciati a Rafah il 1º agosto 2014, di cui 1.000 nelle tre ore successive alla cattura.
Un secondo caso si è verificato in uno scontro tra un’unità dell'IDF e le forze di Hamas il 25 luglio 2014. Dopo il St.-Sgt. Guy Levy venne ucciso e, secondo quanto riferito, la procedura Annibale venne adottata. Non è noto se Levy sia stato catturato vivo o morto e ucciso in seguito dal fuoco dell'IDF. Secondo l'IDF, Levy venne ucciso da un missile anticarro di Hamas e il suo corpo sequestrato da Hamas.

### Shuja'iyya (2014)
Durante la battaglia di Shuja'iyya, il 20 luglio 2014, Hamas lanciò un missile anticarro contro un veicolo corazzato dell'IDF che trasportava 7 soldati, tra cui il St.-Sgt. Oron Shaul.
Hamas affermò di aver catturato un soldato dell'IDF di nome "Aron Shaul", corroborando la sua affermazione con la "foto d'identità e le credenziali" del soldato. L'IDF ha successivamente dichiarato che il corpo di Oron Shaul non era stato identificato tra i morti trovati all'interno del veicolo. Non è chiaro se Shaul venne catturato vivo o morto o se la Direttiva Annibale è stata invocata o meno.

### Campo di Qalandia (2016)
Due soldati dell'Unità Oketz (forze speciali) entrarono per errore nel campo profughi di Qalandiya e vennero affrontati da una folla palestinese, che iniziò a lanciare pietre e molotov. La jeep in fiamme venne abbandonata e i due soldati si separarono nei vicoli del campo. Uno di loro conservò il suo telefono cellulare, contattando il comando dell'IDF venne prelevato dalle forze dell'IDF. Il secondo soldato si nascose in un cortile, in attesa di essere salvato. Nel frattempo fu dichiarato "Annibale" e il campo fu circondato da un gran numero di forze dell'IDF. Dopo meno di un'ora il secondo soldato venne trovato illeso. Quindi, nessuno dei soldati dell’IDF venne mai catturato dai palestinesi. Negli scontri fu ucciso un palestinese, mentre 10 palestinesi e cinque soldati israeliani sono rimasti feriti.
L'incidente è stato descritto come l'ultimo incidente dove è stata ufficialmente dichiarata la direttiva Annibale.

### Attacco del 7 ottobre 2023
La Direttiva Annibale, precedentemente intesa come applicabile generalmente a situazioni che coinvolgono soldati dell'IDF, combattenti nemici e possibilmente civili non israeliani (con l'obiettivo di evitare il ripetersi degli scambi di prigionieri tra Ahmad Jibril, Samir Kuntar e Gilad Shalit ritenuti sfavorevoli per Israele), escludeva i civili israeliani. Eppure la direttiva sarebbe stata attuata dall'IDF su scala di massa prendendo di mira ostaggi civili israeliani mentre venivano portati a Gaza dai militanti di Hamas il 7 ottobre 2023. Per la prima volta nella storia del conflitto israelo-palestinese si è avuta un'operazione di rapimento palestinese e la successiva reazione dell'IDF secondo direttiva Annibale in cui si includevano i civili israeliani.
Il 5 dicembre 2023, gli ostaggi israeliani rilasciati da Hamas si incontrarono con il gabinetto di guerra di Benjamin Netanyahu affermando che, durante l'attacco di Hamas contro Israele del 7 ottobre, erano stati deliberatamente attaccati da elicotteri israeliani mentre si dirigevano verso Gaza, e venivano costantemente bombardati dalle forze israeliane mentre i militari erano lì.
In un'intervista con il settimanale ebraico israeliano Haaretz, Lieut. Il colonnello Nof Erez ha spiegato che l'IDF è stato più o meno annientato sul terreno al confine di Gaza. Non c'era nessuno con cui i piloti di elicotteri o droni potessero comunicare. Ciò aveva reso molto difficile l'identificazione delle persone sul posto. Secondo Erez, "il [Protocollo] Annibale, per il quale conduciamo esercitazioni da 20 anni, riguarda il caso di un unico veicolo contenente ostaggi: si sa da quale parte della recinzione passa, da quale lato della strada si sarebbe spostato e anche su quale strada... Quello che abbiamo visto qui era un "Annibale di massa". C'erano molte aperture nella recinzione. Migliaia di persone in molti veicoli diversi, sia con ostaggi che senza ostaggi".
L'emittente israeliana Channel 12 ha riferito il 16 dicembre che le forze dell'IDF avevano sparato a un trattore che trasportava ostaggi a Gaza, uccidendo un ostaggio e ferendone altri. Il 18 dicembre l'IDF ha ammesso che "le vittime sono state il risultato del fuoco amico del 7 ottobre", ma ha aggiunto che "al di là delle indagini operative sugli eventi, non sarebbe moralmente corretto indagare su questi incidenti a causa dell'immensa e complessa quantità di circostanze che avvennero nei kibbutz e nelle comunità del sud di Israele proprio a causa delle difficili situazioni in cui si trovavano i soldati in quel momento."
Secondo i sopravvissuti del Kibbutz Be'eri Hadas Dagan e Yasmin Porat, un carro armato israeliano ha sparato due proiettili contro una casa che era già nota per contenere più di una dozzina di ostaggi, tra cui due gemelli di 12 anni; a seguito del fuoco solo un ostaggio è sopravvissuto. Nel gennaio 2024, un editoriale di Haaretz ha chiesto all'IDF di rivelare se la Direttiva Annibale fosse stata utilizzata durante il massacro di Be'eri. Pochi giorni dopo, un'indagine del quotidiano israeliano Yedioth Ahronoth concluse che l'IDF aveva in pratica applicato la Direttiva Annibale a partire da mezzogiorno del 7 ottobre, ordinando a tutte le unità combattenti di fermare "a tutti i costi" qualsiasi tentativo dei terroristi di Hamas di tornare a Gaza con ostaggi. Secondo Yedioth Ahronoth, i soldati israeliani hanno ispezionato circa 70 veicoli sulle strade che portano a Gaza che erano stati colpiti da un elicottero, un carro armato o un UAV, uccidendo almeno in alcuni casi tutti gli occupanti.
Sempre a gennaio, Noam Dan, cugino dell'ostaggio Ofer Calderon, ha lanciato un'accusa contro il primo ministro israeliano, sostenendo che i prigionieri a Gaza vengono deliberatamente sacrificati come parte di una strategia per prolungare il mandato politico [di Netanyahu]. Dan ha sostenuto che ciò fa parte di una più ampia "Direttiva Annibale", affermando inoltre che: "Il mio governo li sta annientando".
In un’intervista all’ex ministro della difesa israeliano Yoav Gallant ha affermato che la direttiva Annibale venne applicata in certi luoghi nei pressi di Gaza, dando così conferma ai molteplici sospetti.

## Reazioni
(Pnina Feldman, madre di Zvi Feldman, scomparso dalla battaglia di Sultan Yakub in Libano, nel giugno 1982)
(Mordechai Fink, padre di Yossi Fink, rapito nel 1986 che portò alla formulazione della Direttiva Annibale.)